# Andreas Metaksas
Andreas Metaksas (gr. Ανδρέας Μεταξάς; ur. ok. 1790 w Argostoli, zm. 19 września 1860 w Atenach) – grecki polityk.
Pełnił funkcję premiera (1843–1844) za rządów króla Ottona I. Był jednym z przywódców ugrupowania napistów, opowiadających się za bliskimi związkami Grecji z Rosją. Kierował również resortami marynarki (1841), spraw zagranicznych (1843–1844) i finansów (1844-1845).